# Ulomyia
Genre
Ulomyia est un genre d'insectes diptères nématocères de la famille des Psychodidae, de la sous-famille des Psychodinae.

## Liste d'espèces
Selon BioLib (19 février 2018) :
- Ulomyia annulata (Tonnoir, 1919)
- Ulomyia basaltica Vaillant, 1983
- Ulomyia bulgarica Wagner & Joost, 1988
- Ulomyia cognata (Eaton, 1893)
- Ulomyia fuliginosa (Meigen, 1818)
- Ulomyia hirta (Szabó, 1960)
- Ulomyia hispanica (Sarà, 1954)
- Ulomyia mirabilis (Sarà, 1952)
- Ulomyia montanoi Salamanna & Raggio, 1984
- Ulomyia montium Vaillant, 1983
- Ulomyia opaca (Tonnoir, 1922)
- Ulomyia ophicornis Vaillant, 1983
- Ulomyia plumata (Tonnoir, 1919)
- Ulomyia rostrata Vaillant, 1983
- Ulomyia scurina (Vaillant, 1958)
- Ulomyia spinosa Krek, 1972
- Ulomyia szaboi Vaillant, 1983
- Ulomyia umbripennis Vaillant, 1983
- Ulomyia undulata (Tonnoir, 1919)
- Ulomyia vaseki Ježek, 2002